# Escharoides jacksoni
Escharoides jacksoni är en mossdjursart som först beskrevs av Campbell Easter Waters 1900.  Escharoides jacksoni ingår i släktet Escharoides och familjen Exochellidae. Inga underarter finns listade i Catalogue of Life.